# Eva Lokko
Pour les articles homonymes, voir Lokko.
Eva Naa Merley Lokko (morte le 6 octobre 2016) est une ingénieure et femme politique ghanéenne. Elle a été la première femme à être choisie comme candidate à la vice-présidence du Parti populaire progressiste (en).  
Elle s'est associée au porte-drapeau du PPP, Paa Kwesi Nduom (en) lors des élections présidentielles et parlementaires de 2012,. Elle a été la première femme directrice générale de la Ghana Broadcasting Corporation.  

## Éducation
Eva Lokko a fréquenté le Wesley Girls' High School à Cape Coast. Elle était ingénieure de profession et titulaire d'une maîtrise en systèmes de gestion intelligents, analyse et conception de systèmes,.  

## Vie professionnelle
Eva Lokko a été la première ingénieure des communications par satellite et la première femme ingénieur à être employée à la Ghana Broadcasting Corporation (GBC) en 1972. Elle faisait partie de l'équipe d'ingénieurs qui a installé et entretenu la première infrastructure de télévision couleur du Ghana en 1985. 
Elle a travaillé dans plus de quarante pays à travers le monde à divers titres. Elle a été coordinatrice régionale du programme de l'initiative du Programme des Nations unies pour le développement pour le développement d'Internet en Afrique. Elle a également été membre des Nations unies pendant treize ans et présidente de la Fédération des Nations unies pour l'Association des fonctionnaires internationaux et du Conseil du personnel des Nations unies et membre du Conseil consultatif des actualités du PNUD.  
Elle était directrice générale de Totally Youth, une organisation non gouvernementale basée à Accra .   
En 2002, elle a été nommée directrice générale de la GBC, devenant la première et la seule femme à occuper ce poste depuis la création de la société en 1953.  

## Vie religieuse
Chrétienne, Eva Lokko était membre de l'Église méthodiste du Ghana. Elle était membre des plus hauts organes de décision de l'église - Conférence et Synode. Elle a également été présidente du Conseil consultatif des jeunes et a siégé à d'autres comités de l'église à divers titres.  

## Vie privée
Eva Lokko était originaire de la région du Grand Accra au Ghana et parlait couramment plusieurs langues locales et internationales. Elle parlait anglais, russe et français. Elle est morte le 6 octobre 2016[Où ?] ,.  